# Villa Addeo
Villa Addeo di Napoli è sorta nelle immediate vicinanze della Villa Fleicher, di cui sono rimasti solo pochissimi resti.
La struttura era proprietà dell'intendente Macedonio. Rimase, in seguito, alla marchesa Francesca Macedonio insieme a un fondo di 19 moggia coltivate; infine, da quanto è pervenuto, per diritto di successione passò al conte di Cerro.
I fabbricati ottocenteschi hanno subito varie trasformazioni e rifacimenti e l'antica cappella gentilizia, oggi, è inagibile. Sulla vecchia Aranceria del complesso passa la tangenziale.